# TACAMO

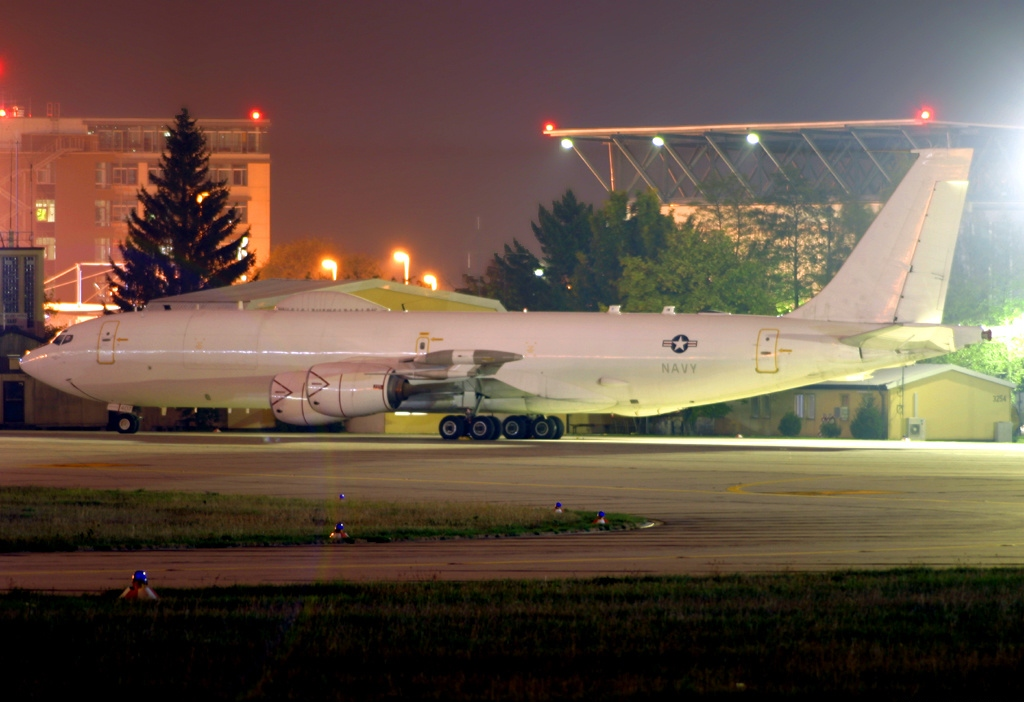
Літак-ретранслятор E-6B Mercury системи TACAMO в аеропорту Штудгарта

Система «Такамо» (англ. TACAMO, TAke Charge And Move Out) — резервна система радіозв'язку ВМС США, розгорнута в другій половині 1960-х років для зв'язку з атомними підводними човнами з балістичними ракетами, які знаходяться на бойовому чергуванні в Світовому океані, з використанням літаків-ретрансляторів, на випадок виходу з ладу берегових передавальних центрів. Спочатку TACAMO, яку почали розгортати в 1968 році, використовувалася як система передачі наказів на занурені підводні човни з допомогою наддовгохвильового радіозв'язку: у разі початку війни літаки-ретранслятори, що знаходяться в повітрі на бойовому чергуванні, важко виявити і знищити — при виведенні з ладу берегових передавальних центрів через літаки-ретранслятори можна своєчасно передавати накази і сигнали бойового управління на ПЧАРБ, що знаходяться на бойовому патрулюванні. В рамках системи TACAMO були сформовані дві ескадрильї літаків-ретрансляторів EC-130Q Hercules, які пізніше змінили E-6 Mercury.

## Компоненти системи TACAMO
З кінця 1980-х вдосконалена система «Такамо» (TACAMO ІІ) виконує функції підтримки стійкого радіозв'язку між вищим військово-політичним керівництвом США (National Command Authority) і ядерною тріадою систем доставки ядерної зброї. Її головна ціль — отримання команд на застосування ядерної зброї від наземних Центральних вузлів зв'язку, їх перевірка та ретрансляція стратегічним ядерним силам США. Повітряні командні пункти системи TACAMO можуть здійснювати прийом і передачу повідомлень практично на будь-якій радіочастоті від наднизької (VLF) до надвисокої (SHF), використовуючи різні види модуляції, кодуванні і шифрування. ПКП системи TACAMO значною мірою замінили наземні вузли наднизькочастотного зв'язку (ELF), які стали вразливими до ядерного удару.
На даний час система TACAMO об'єднує кілька компонентів. Основна частина — повітряна — 1-е авіакрило стратегічної зв'язку авіації ВМС США (STRATCOMWING ONE), організаційно входить до складу Стратегічного командування США (USSTRATCOM). 16 літаків — повітряних командних пунктів E-6 Mercury системи ТАСАМО зведені в 2 бойові авіаескадрильї VQ-3 і VQ-4 та навчальну VQ-7, дислоковані на авіабазі Тінкер в штаті Оклахома. Окрім основної операційної бази в Тінкері, на Західному узбережжі США на авіабазі Травіс (штат Каліфорнія) розташована попереджувальна база, а на Східному узбережжі в Пакс-Рівер (Меріленд) — база сигналізації. На бойовому патрулюванні в повітрі одночасно знаходяться щонайменше два літаки-ретранслятори.

## Історія
Зв'язок з підводними човнами, які знаходяться в підводному положенні, здійснюється переважно у наддовгохвильовому діапазоні і лише в ланці «берег — підводний човен», що обумовлюється здатністю радіохвиль цього діапазону проникати в товщу морської води, а також поширюватися на великі відстані незалежно від іоносферних збурень, що викликаються сонячною активністю або ядерними вибухами. У ВМС США, в розпал «холодної війни», до середини 1960-х, радіозв'язок з атомними ракетними підводними човнами в зануреному положенні здійснювався тільки через берегові наддовгохвильові передавальні центри — Джим-Крік (штат Вашингтон) забезпечував зв'язок з підводними човнами, які перебували в Тихому і Північному Льодовитому океанах, Луалуалей на Гавайських островах — в Тихому океані, Хілт (Норт-Вест-Кейп, Австралія) — в Тихому та Індійському океанах, Катлер (штат Мен) — в Північній і Східній Атлантиці, Північному Льодовитому океані і Середземному морі, Анаполіс (штат Меріленд) і Бальбоа (зона Панамського каналу) — для зв'язку з човнами в Західній і Центральної Атлантиці.
Берегові НДХ-передавальні радіоцентри обладнані величезними, вразливими для ударів противника, антенними системами. Розуміючи, що з початком ядерної війни система зв'язку буде зруйнована в першу чергу і управління ПЧАРБ буде порушене, командування ВМС США додатково до берегових передавальних центрів створило резервну систему «Такамо» для зв'язку з атомними ракетними підводними човнами. Її основу склали літаки-ретранслятори — вважається, що такі літаки, які знаходяться в повітрі на бойовому чергуванні, важче виявити і знищити. У разі виникнення війни і виведення з ладу берегових передавальних центрів через літаки-ретранслятори можна своєчасно передавати накази на атомні підводні човни на бойовому патрулюванні.

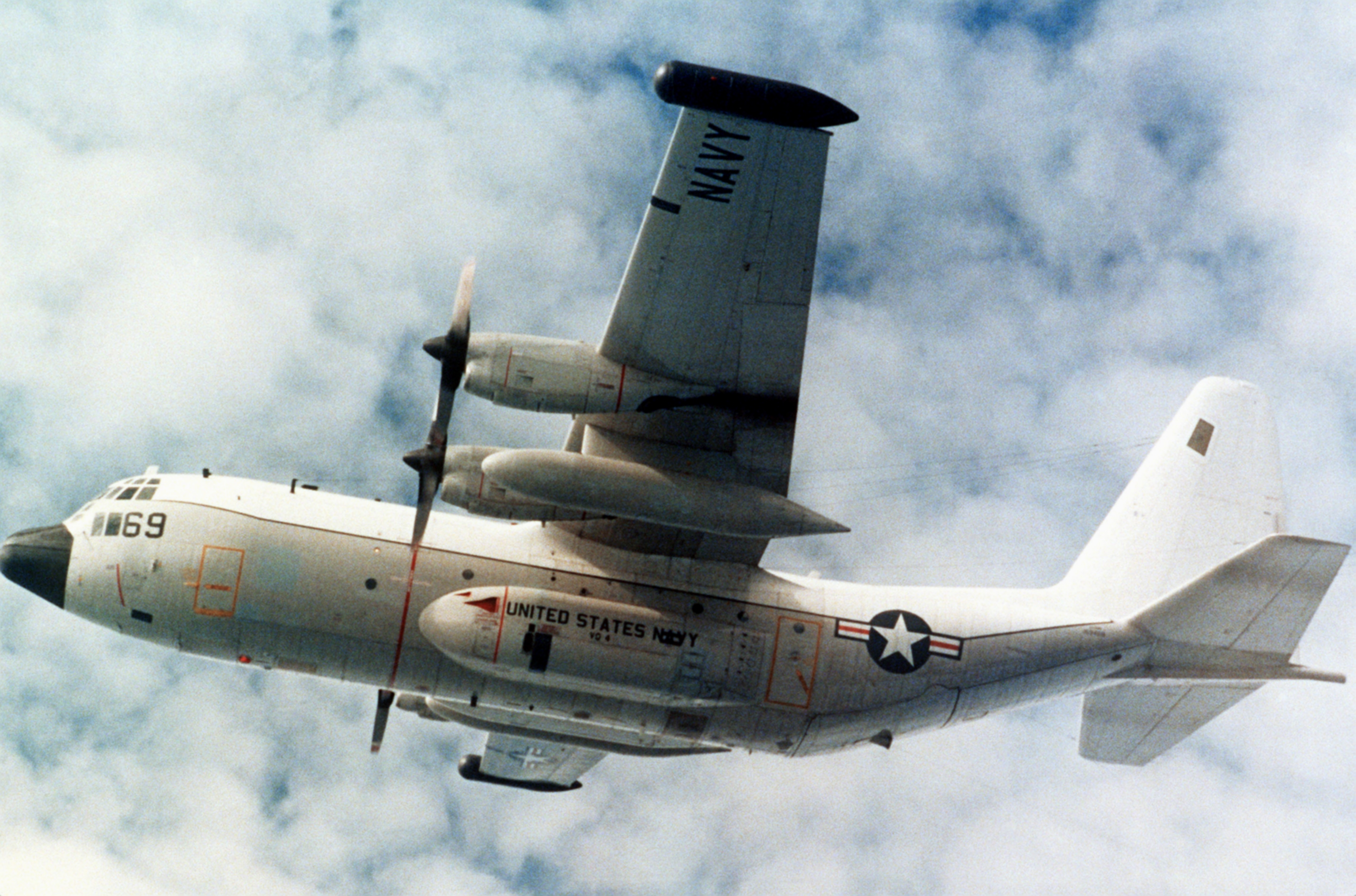
Літак-ретранслятор EC-130Q Hercules системи TACAMO. 1984

Для системи TACAMO, з чотирьох типів літаків, що розглядалися в якості літака-ретранслятора, був обраний Lockheed EC-130 Hercules. Перший літак, модифікований для тестування TACAMO у 1962 році, був оснащений УНЧ-передавачем і дротяною антеною типу «подвійний трал», довжиною близько 8 кілометрів — Центр розвитку військово-морської авіації розробив необхідну техніку застосування антени (ефективність цієї антени тим вища, чим вона прямовисніша під час польоту). Система наддовгохвильового зв'язку в даний час відома як VERDIN (VERy low frequency Digital Information Network). З 1966 року для системи TACAMO почалася модернізація «Геркулесів», які отримали позначення EC-130G/Q. Літаки мали НДХ-систему зв'язку, розроблену компанією Collins Radio Company. Екіпаж літака складав 14 осіб — п'ять офіцерів і дев'ять унтер-офіцерів), з яких один офіцер і чотири унтер-офіцери обслуговували засоби радіозв'язку. Антенно-фідерна система VLF була неодноразово модернізована, щоб покращити якість сигналу, а у 1971 році в TACAMO IV включений передавач потужністю 200 кВт та подвійна антенна система.
Систему «Такамо» почали розгортати в 1968 році, сформувавши дві ескадрильї літаків-ретрансляторів EC-130Q. У складі Атлантичного флоту була створена авіаескадрилья VQ-4 (авіабаза Потоксі-Рівер, штат Меріленд) з восьми літаків. В 4-у ескадрилью входив також навчальний загін, в якому проходив остаточну підготовку весь особовий склад, який призначався на бойове чергування. На Тихоокеанському флоті була сформована авіаескадрилья VQ-3 в складі чотирьох літаків, що спочатку базувалася на базі морської авіації Барбер-Пойнт на Гаваях, пізніше була перебазована на авіабазу Аганья на острові Гуам, але згодом повернута на Барбер-Пойнт. Оператори засобів зв'язку для системи TACAMO навчалися чотири тижні в школі зв'язку ВМС, шість тижнів на курсах підготовки зв'язківців для системи «Такамо», а потім в 29-й навчальній ескадрильї ВМС.

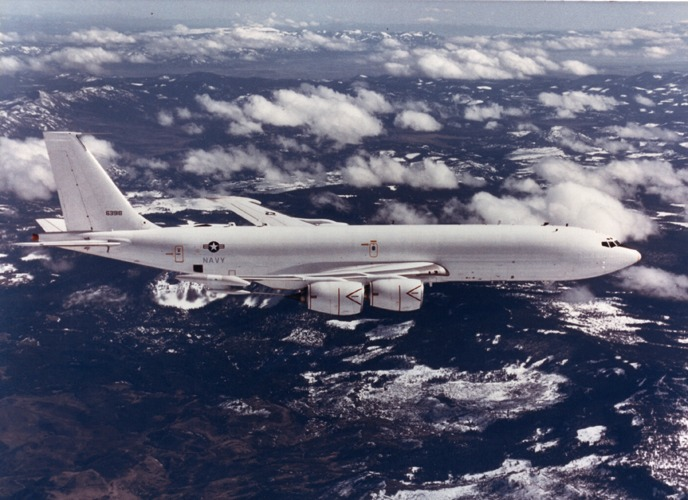
Літак-ретранслятор E-6 Mercury системи TACAMO

Наприкінці 1980-х років Військово-морські сили США розпочали модернізацію TACAMO. Програма TACAMO II передбачала заміну всіх літаків EC-130Q новими економічними літаками з більшим радіусом дії. У квітні 1983 року компанія Boeing отримала від ВМС контракт на розробку нового літака-ретранслятора Е-6А Hermes. Новий літак розроблявся на основі планера Boeing-707-320С. Перший дослідний літак типу Е-6А був побудований у 1983 році. Перший його політ відбувся 19 лютого 1987 — літак здійснив переліт з авіазаводу Boeing Renton (Рентон, штат Вашингтон) на летовище Боїнг Філд в Сіетлі, де на нього була встановлена авіоніка і спецобладнання.
З 1988 року розпочалися поставки серійних літаків Е-6А в підрозділи авіації Військово-морських сил, які раніше експлуатували літаки EC-130Q. Поставки склали 16 машин. До 1992 року всі старі літаки-ретранслятори були замінені новими Е-6А і відправлені на консервацію. Для забезпечення відкритого та закритого голосового зв'язку, а також передачі даних, радіозв'язне обладнання літака працювало в діапазонах дуже низьких, низьких, високих і надвисоких частот, в тому числі з використанням ліній супутникового зв'язку. Обидві ескадрильї Е-6А «Гермес», які пізніше отримали найменування «Меркурі» були згодом перебазовані на авіабазу Тінкер в штаті Оклахома. З введенням в експлуатацію E-6 була сформована навчальна ескадрилья VQ-7, яка забезпечує початкове навчання і підготовку, а також періодичні тренінги екіпажів TACAMO.
В середині 1990-х було прийняте рішення про заміну на модернізовані E-6 повітряних командних пунктів об'єднаного стратегічного командування Збройних сил США Boeing EC-135, для чого передбачалося переобладнати всі шістнадцять літаків-ретрансляторів Е-6А. Програма модернізації передбачала розміщення на борту Е-6 спеціального радіообладнання, знятого з EC-135C, які списувалися. Тим самим літаки-ретранслятори перетворювалися у машини подвійного призначення, здатні виконувати як свої колишні функції в рамках системи ТАСАМО, так і функції повітряного командного пункту STRATCOM і пункту управління пуском МБР LGM-30 Minuteman. У травні 1997 року Raytheon модернізувала перший E-6A до стандарту E-6BB. Він був прийнятий ВМС у грудні 1997 року, а передача авіації флоту останнього відбулася 1 грудня 2006.
Обидві ескадрильї Е-6В об'єднані в 1-е авіакрило стратегічної зв'язку авіації ВМС США (Strategic Communications Wing One). Основним завданням E-6B є резервне забезпечення зв'язку між різними національними і військовими центрами управління, включаючи «літак судного дня» E-4B з командним пунктом і підводними човнами ВМС США.